# On an Island
On an Island è il terzo album in studio del cantautore britannico David Gilmour, pubblicato il 6 marzo 2006 dalla EMI.

## Descrizione
Si tratta del primo album pubblicato da Gilmour in veste di artista solista a distanza di ben 22 anni dal precedente lavoro About Face. All'incisione del disco hanno preso parte alcuni noti musicisti, tra cui Jools Holland, David Crosby e Graham Nash, Richard Wright, Guy Pratt e Rado Klose. Phil Manzanera dei Roxy Music ha collaborato insieme a Gilmour e a Chris Thomas alla produzione. Gran parte dell'album è stato registrato presso lo studio privato di Gilmour sulla sua casa galleggiante Astoria.
Gli arrangiamenti orchestrali sull'album sono stati curati dal compositore polacco Zbigniew Preisner mentre l'orchestra è diretta da Robert Ziegler; collabora alla stesura dei testi la seconda moglie di Gilmour, Polly Samson, la quale compare anche al pianoforte sul brano The Blue e alla voce su Smile.
On an Island ha raggiunto il primo posto della Official Albums Chart nel Regno Unito, dando a Gilmour il suo primo vero successo al vertice fuori dai Pink Floyd; ha anche raggiunto la vetta della Classifica FIMI Album in Italia, mentre negli Stati Uniti ha conquistato il sesto posto della Billboard 200. L'album è stato premiato con un disco di platino per le vendite dalla British Phonographic Industry.
Richard Wright, il tastierista dei Pink Floyd, si unì a Gilmour durante il tour mondiale che ha seguito la pubblicazione dell'album. Al tour partecipò anche Dick Parry, il sassofonista che con i Pink Floyd aveva collaborato ai tempi di The Dark Side of the Moon, Wish You Were Here e The Division Bell.

## Tracce
Musiche di David Gilmour.
1. Castellorizon – 3:54
2. On an Island – 6:47 (testo: David Gilmour, Polly Samson)
3. The Blue – 5:26 (testo: Polly Samson)
4. Take a Breath – 5:46 (testo: Polly Samson)
5. Red Sky at Night – 2:51
6. This Heaven – 4:24 (testo: David Gilmour, Polly Samson)
7. Then I Close My Eyes – 5:26
8. Smile – 4:03 (testo: Polly Samson)
9. A Pocketful of Stones – 6:17 (testo: Polly Samson)
10. Where We Start – 6:45 (testo: David Gilmour)

DVD bonus nell'edizione limitata
- Royal Albert Hall, London May 2006

1. Take a Breath (Live) – 6:23 (testo: Polly Samson)

- Abbey Road Session, August 2006

1. Astronomy Domine – 4:56 (Syd Barrett) – originariamente interpretata dai Pink Floyd

- New York Session, April 2006

1. On an Island – 6:49 (testo: David Gilmour, Polly Samson)
2. This Heaven – 4:31 (testo: David Gilmour, Polly Samson)
3. Smile – 4:13 (testo: Polly Samson)
4. Take a Breath – 5:12 (testo: Polly Samson)
5. High Hopes – 9:13 (testo: Polly Samson) – originariamente interpretata dai Pink Floyd
6. Comfortably Numb – 7:11 (testo: Roger Waters) – originariamente interpretata dai Pink Floyd

## Formazione
Musicisti
- David Gilmour – chitarra, voce (tracce 2, 3, 4, 6, 8, 9 e 10), pianoforte elettrico (traccia 2), percussioni (tracce 2, 3, 4, 8, 9 e 10), basso (tracce 3, 6, 8, 9 e 10), pianoforte (tracce 3 e 9), sassofono (traccia 5), cori, armonica basso e cümbüş (traccia 7), organo Hammond (tracce 8, 9 e 10)
- Zbigniew Preisner – arrangiamenti orchestrali
- Robert Ziegler – conduzione
- David Crosby, Graham Nash – voce (traccia 2)
- Rado Klose – chitarra (tracce 2 e 3)
- Guy Pratt – basso (tracce 2 e 4)
- Chris Thomas – tastiera (tracce 2 e 9)
- Richard Wright – organo Hammond (traccia 2), voce (traccia 3)
- Andy Newmak – batteria (tracce 2, 3, 6 e 10) e percussioni (traccia 7)
- Jools Holland – pianoforte (traccia 3)
- Polly Samson – pianoforte (traccia 3), voce (traccia 8)
- Chris Stainton – organo Hammond (traccia 3)
- Leszek Mozdzer – pianoforte (tracce 4, 9)
- Phil Manzanera – tastiera (tracce 4 e 6), pianoforte (traccia 7)
- Ged Lynch – batteria (traccia 4)
- Caroline Dale – violoncello (tracce 4, 5 e 7)
- Chris Laurence – contrabbasso (tracce 5 e 9)
- Ilan Eshkeri – programmazione (tracce 5 e 9)
- Georgie Fame – organo Hammond (traccia 6)
- B. J. Cole – chitarra Weissenborn (traccia 7)
- Robert Wyatt – cornetto, cori e percussioni (traccia 7)
- Alasdair Malloy – armonica a bicchieri (tracce 7 e 9)
- Willie Wilson – batteria (traccia 8)
- Lucy Wakeford – arpa (traccia 9)

Produzione
- David Gilmour – produzione, registrazione
- Phil Manzanera – produzione
- Chris Thomas – produzione
- Andy Jackson – registrazione
- Damon Iddins – assistenza alla registrazione
- Devin Workman – assistenza alla registrazione
- Jamie Johnson – assistenza alla registrazione
- Phil Taylor – assistenza tecnica
- Simon Rhodes – registrazione orchestra
- Doug Sax – mastering

## Classifiche
| Classifica (2006-21)     | Posizione massima |
| ------------------------ | ----------------- |
| Australia                | 23                |
| Austria                  | 2                 |
| Belgio (Fiandre)         | 9                 |
| Belgio (Vallonia)        | 3                 |
| Canada                   | 2                 |
| Danimarca                | 4                 |
| Finlandia                | 4                 |
| Francia                  | 14                |
| Germania                 | 3                 |
| Grecia                   | 38                |
| Italia                   | 1                 |
| Norvegia                 | 1                 |
| Nuova Zelanda            | 2                 |
| Paesi Bassi              | 3                 |
| Polonia                  | 1                 |
| Portogallo               | 4                 |
| Regno Unito              | 1                 |
| Spagna                   | 47                |
| Stati Uniti              | 6                 |
| Stati Uniti (digital)    | 4                 |
| Stati Uniti (rock)       | 3                 |
| Stati Uniti (tastemaker) | 2                 |
| Svezia                   | 3                 |
| Svizzera                 | 4                 |